# برينان وارد
برينان وارد (بالإنجليزية: Brennan Ward) هو مصارع هاوي أمريكي، ولد في 28 يونيو 1988 في Waterford, Connecticut ‏ في الولايات المتحدة.

## وصلات خارجية
- برينان وارد على موقع بيلاتور (الإنجليزية)
- برينان وارد على موقع شيردوغ (الإنجليزية)
- برينان وارد على موقع Tapology.com (الإنجليزية)
- برينان وارد على موقع IMDb (الإنجليزية)